# 1946 في الفلبين
فيما يلي قوائم الأحداث التي وقعت خلال عام 1946 في الفلبين.

## سياسة

### تعيين في المنصب
- 25 مايو – خوسيه أفيلينو رئيس مجلس الشيوخ في الفلبين [الإنجليزية]‏.
- 28 مايو – البيديو كويرينو وزير المالية [الإنجليزية]‏، نائب رئيس الفلبين [الإنجليزية]‏،وزير الخارجية [الإنجليزية]‏.
- 28 مايو – رامون ماجسايساي عضو مجلس النواب في الفلبين.
- 28 مايو – مانويل روكساس رئيس الفلبين.

### انتهاء فترة المنصب
- 25 مايو – البيديو كويرينو President pro tempore of the Senate of the Philippines [الإنجليزية]‏،President pro tempore of the Senate of the Philippines [الإنجليزية]‏، عضو مجلس الشيوخ الفلبيني،وزير المالية [الإنجليزية]‏.
- 25 مايو – مانويل روكساس رئيس مجلس الشيوخ في الفلبين [الإنجليزية]‏، عضو مجلس الشيوخ الفلبيني.

## مواليد

### يناير
- 20 يناير – إربيتو سالافاريا ملاكم فلبيني.

### مارس
- 8 مارس – روبرت جاورسكي

### يونيو
- 27 يونيو – خوسيه ميجيل أرويو

## وفيات

### مارس
- 30 مايو – مارسيلا أغانسيو (مواليد 1859)

### مايو
- 30 مايو – مارسيلا أغانسيو (مواليد 1859)